# 州間高速道路35号線
州間高速道路35号線（しゅうかんこうそくどうろ35ごうせん、Interstate 35、略称：I-35）はアメリカ合衆国中央部を南北に走る州間高速道路。メキシコ国境付近にあるテキサス州ラレドからミネソタ州ダルースまでを結んでいる。この道路は2箇所で西線と東線に分岐している。1箇所目はテキサス州のダラス・フォートワース複合都市圏、2箇所目はミネソタ州のミネアポリス・セントポート都市圏である。
全長は2,523kmで、94号線に次ぐ全米で9番目に長い州間高速道路である。また、南北に走る州間高速道路の中では75号線、95号線に次ぐ3番目である。一般的にはパンアメリカンハイウェイの一部として考えられているが、実際には国境に直接接しているわけではない。その南端はラレドにある信号機であり、メキシコ国境からは少し離れている。そのため、メキシコ方面へ向かう場合はリオ・グランデ川に架かる2本の有料橋のいずれかを渡る必要がある。また、カナダ方面へ向かう場合にもダルースで途切れており、ミネソタ州道61号線かアメリカ国道53号線を経由する必要がある。
ダラス・フォートワース複合都市圏、ミネアポリス・セントポール大都市圏に加えて、サンアントニオ、オースティン、オクラホマシティ、ウィチタ、カンザスシティ都市圏、デモインを結んでいる。

## 全長
| miles    | km       | 通過州       |
| -------- | -------- | ------------ |
|          |          |              |
| 503.96   | 811.05   | テキサス州   |
| 235.96   | 379.74   | オクラホマ州 |
| 235.53   | 379.05   | カンザス州   |
| 114.74   | 184.66   | ミズーリ州   |
| 219.23   | 352.82   | アイオワ州   |
| 259.64   | 417.85   | ミネソタ州   |
|          |          |              |
| 1,569.06 | 2,525.16 | 合計         |

## 通過する主な都市

### テキサス州

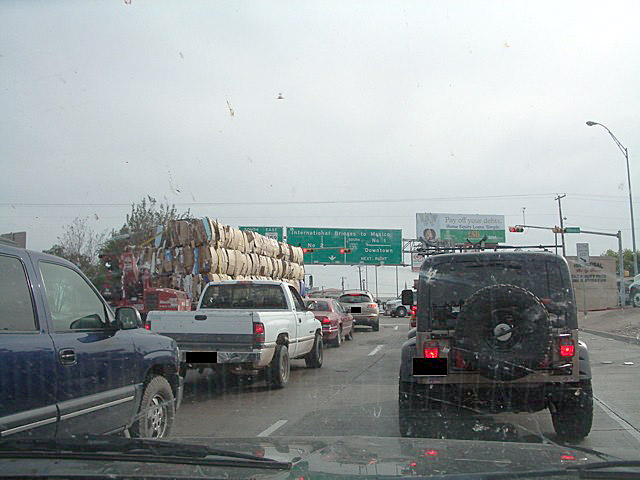
テキサス州ラレドにある交通信号機が起点である。

- ラレド
- サンアントニオ
- オースティン
- ラウンドロック
- テンプル
- ウェーコ（州間高速道路14号線と接続）
- ヒルズボロ（英語版）（西線、東線に分岐）
  - フォートワース（西線）
  - ダラス（東線）
- デントン（西線、東線が合流）

### オクラホマ州
- ノーマン
- ムーア

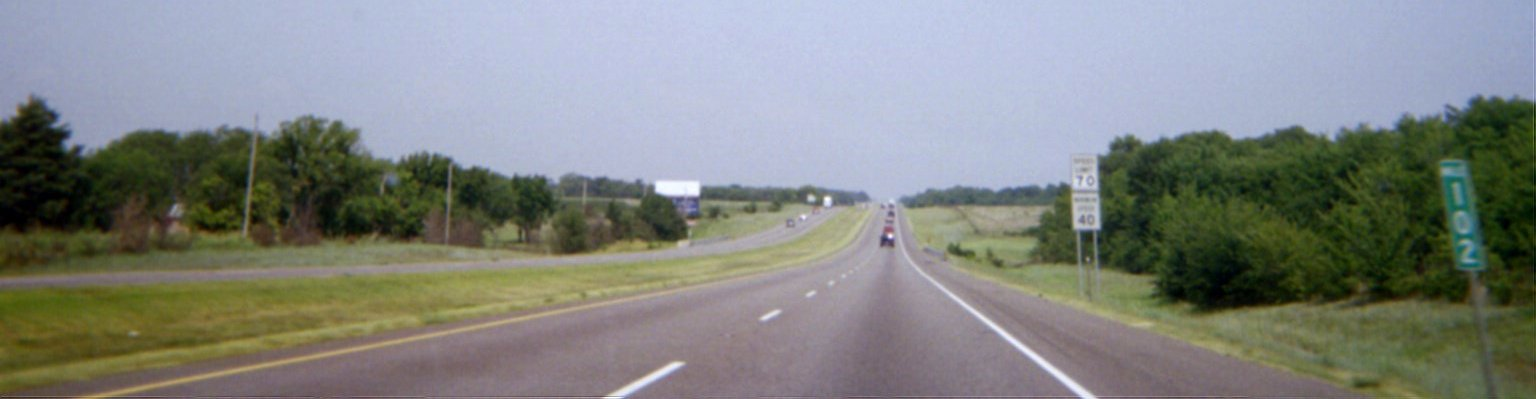
テキサス州境から102マイル地点（オクラホマ州）

- オクラホマシティ（州間高速道路40号線と接続）
- エドモンド
- スティルウォーター

### ミズーリ州

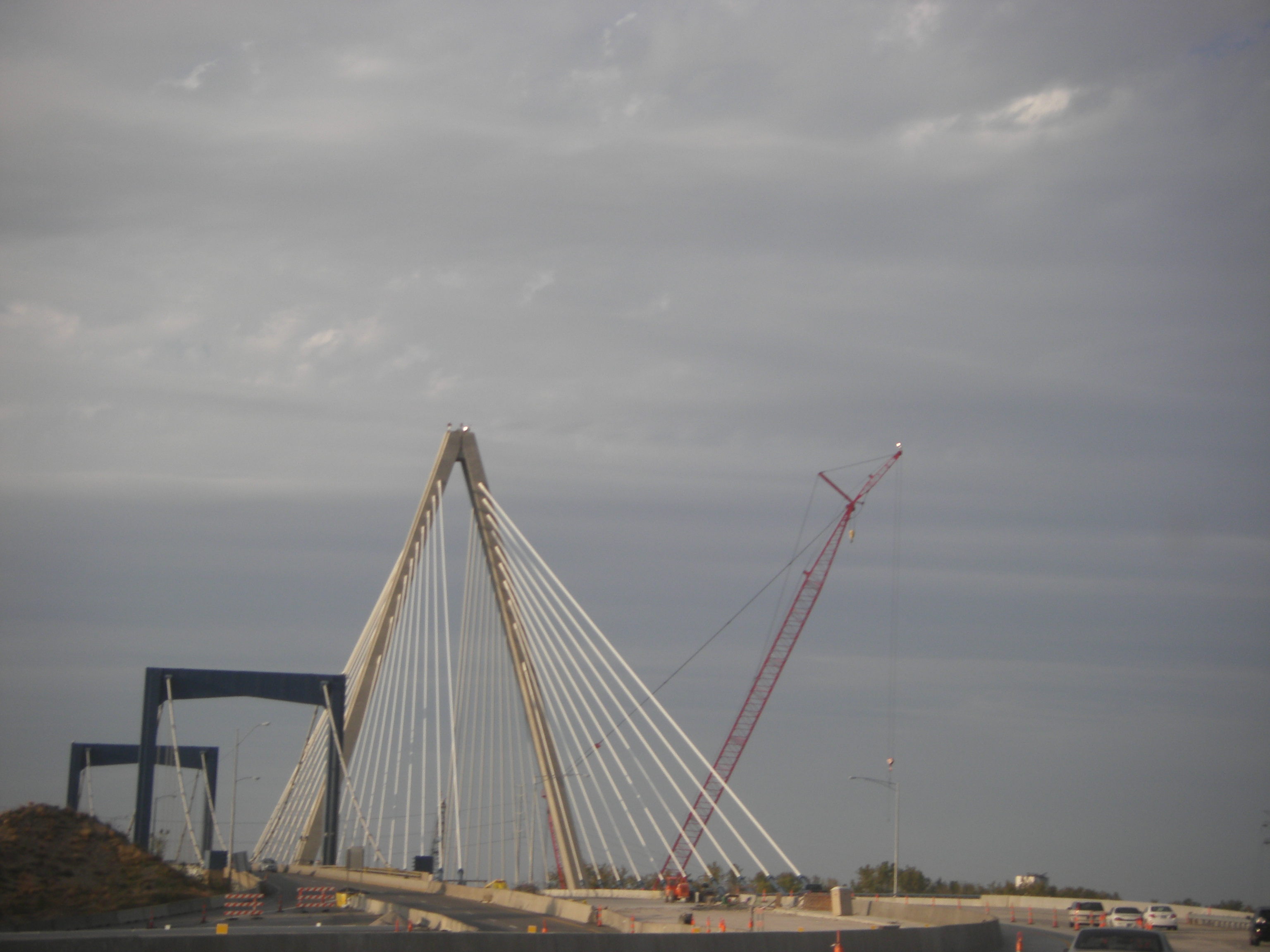
カンザスシティにあるボンド橋

### カンザス州

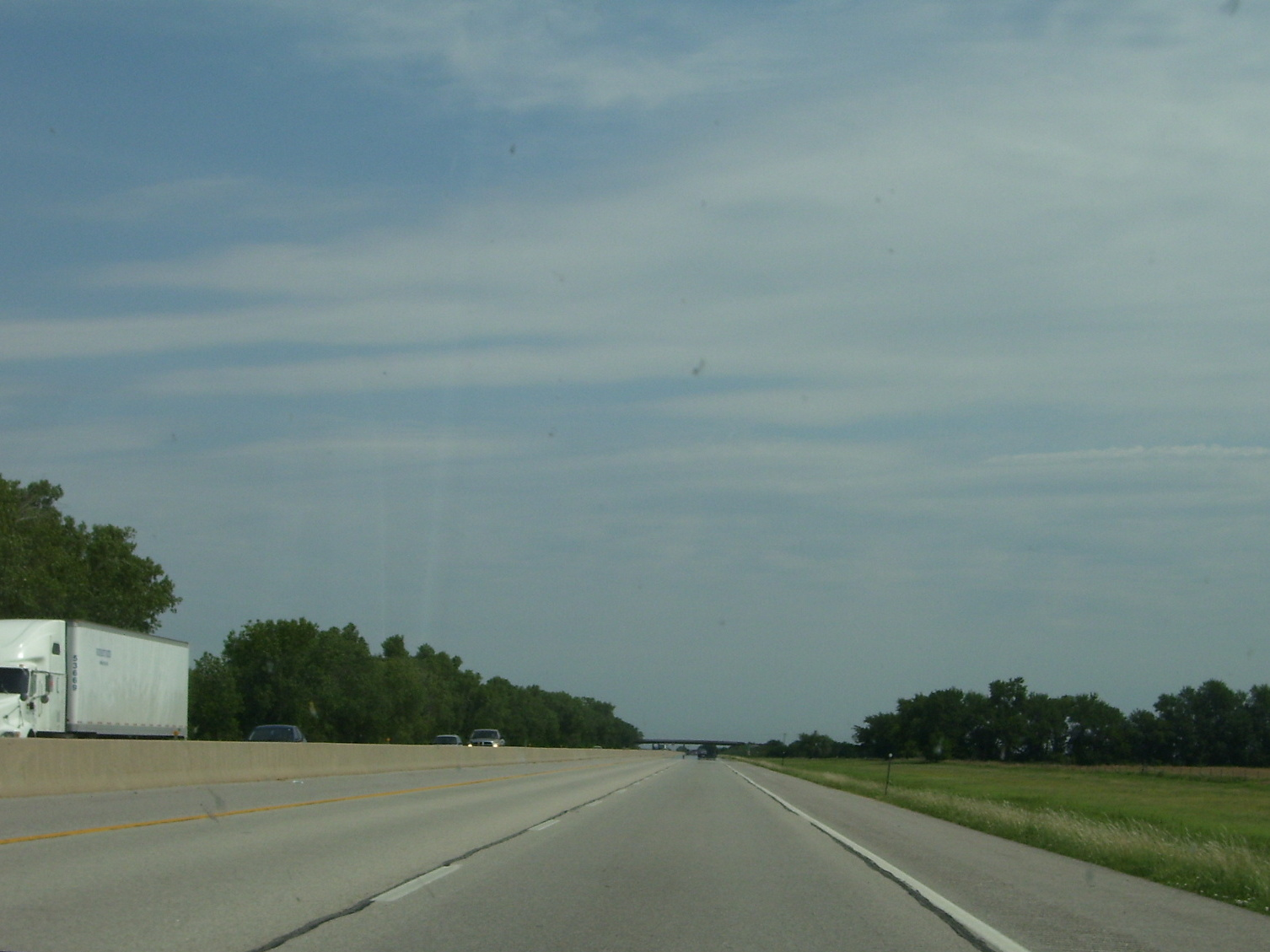
オクラホマ州境から29~30マイルの地点

- ウィチタ
- オタワ
- カンザスシティ

### アイオワ州

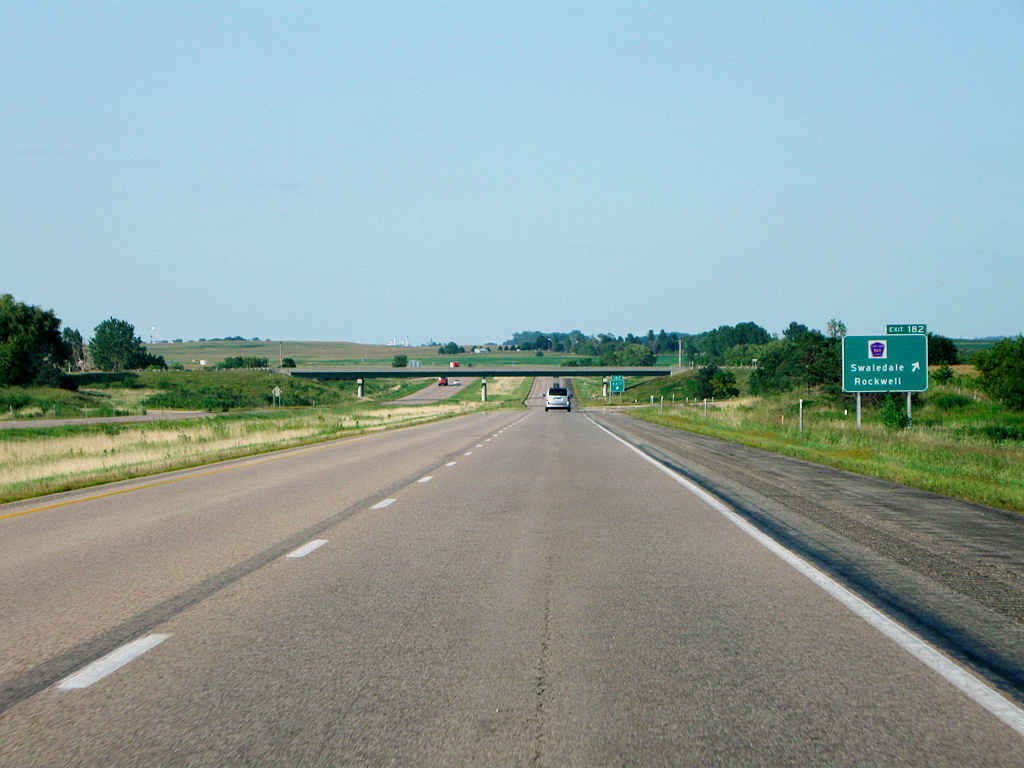
アイオワ州にある182番出口付近。

- デモイン（州間高速道路80号線と重用区間）

### ミネソタ州

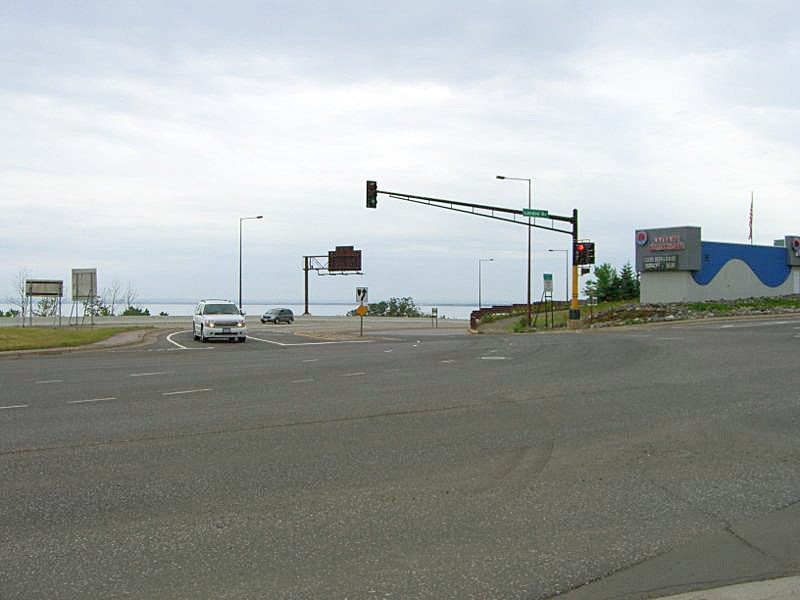
ミネソタ州ダルースにある35号線の終点。背後にはスペリオル湖

- （西線、東線に分岐）
  - ミネアポリス（西線）
  - セントポール（東線）
- （西線、東線が合流）
- ダルース

## 交差する州間高速道路
南部
テキサス州
州間高速道路69号西線（ラレド）
州間高速道路10号線（サンアントニオ）
州間高速道路14号線（ベルトン）
州間高速道路35号東線/西線（ヒルズボロ）
中央部
テキサス州
州間高速道路35号東線/西線（デントン）
オクラホマ州
州間高速道路40号線（オクラホマシティ）
州間高速道路44号線（オクラホマシティ）
ミズーリ州
州間高速道路70号線（カンザスシティ）
アイオワ州
州間高速道路80号線（アンクニー）
ミネソタ州
州間高速道路90号線（アルバートリー）
州間高速道路35号東線/西線（バーンズビル）
北部
ミネソタ州
州間高速道路35号東線/西線（コロンブス）